# جوني شو
جوني شو (بالإنجليزية: Johnny Shaw)‏ هو سياسي أمريكي، ولد في 5 يناير 1942 في الولايات المتحدة. حزبياً، نشط في الحزب الديمقراطي. وقد انتخب عضو مجلس نواب تينيسي.